# A Manchester City FC 2023–2024-es szezonja
A Manchester City FC 2023–2024-es szezonja sorozatban a 22., összességében pedig a 129. idénye az angol első osztályban. Az előző szezon bajnokként a csapat a hazai bajnokság és a nemzeti kupa mellett a Bajnokok ligájában is indulhatott. A szezon 2023. augusztus 11-én kezdődött és 2024. május 25-én ért véget.

## Mezek
Gyártó: Puma
mezszponzor: Etihad Airways
| Hazai | Hazai alt. | Vendég | 3. számú |

### Kapus
| Kapus 1 | Kapus 2 | Kapus 3 |

## Átigazolások

### Érkezők
| Dátum                | Poszt       | Mezszám  | Név            | Honnan                  | Átigazolás összege | Jegyzetek   |  |
| -------------------- | ----------- | -------- | -------------- | ----------------------- | ------------------ | ----------- |  |
| 2023. június 27.     | középpályás | 8        | Mateo Kovačić  | Chelsea                 | 25 Millió £        | [ 1 ] [ 2 ] |  |
| 2023. augusztus 5.   | hátvéd      | 24       | Joško Gvardiol | RB Leipzig              | 77.5 Millió £      | [ 3 ] [ 4 ] |  |
| 2023. augusztus 24.  | csatár      | 24       | Jérémy Doku    | Rennes                  | 55.4 Millió £      | [ 5 ] [ 6 ] |  |
| 2023. szeptember 01. | középpályás | 27       | Matheus Nunes  | Wolverhampton Wanderers | 53 Millió £        | [ 7 ]       |  |
| összesen             | összesen    | összesen | összesen       | összesen                | 206.9 Millió £     |             |  |

### Távozók
| Dátum                | Poszt       | Mezszám  | Név             | Hová            | Összeg                      | Jegyzet     |  |
| -------------------- | ----------- | -------- | --------------- | --------------- | --------------------------- | ----------- |  |
| Nyár                 |             |          |                 |                 |                             |             |  |
| 2023. június 30.     | középpályás | 8        | İlkay Gündoğan  | Barcelona       | lejárt a szerződése, ingyen | [ 8 ] [ 9 ] |  |
| 2023. június 30.     | hátvéd      | 22       | Benjamin Mendy  | szabadúszó      | lejárt a szerződése, ingyen |             |  |
| 2023. július 28.     | csatár      | 26       | Rijad Mahrez    | el-Áhlí         | 30 Millió £                 | [ 10 ]      |  |
| 2023. augusztus 24.  | hátvéd      | 14       | Aymeric Laporte | en-Naszr        | 23.6 Millió £               | [ 11 ]      |  |
| 2023. szeptember 01. | középpályás | 80       | Cole Palmer     | Chelsea         | 42.5 Millió £               | [ 12 ]      |  |
| Tél                  |             |          |                 |                 |                             |             |  |
| 2024. január 04.     | kapus       | 13       | Zack Steffen    | Colorado Rapids | Nem ismert                  | [ 13 ]      |  |
| összesen             | összesen    | összesen | összesen        | összesen        | 96.1 Millió £               |             |  |

### Kölcsönbe távozók
| Dátum                | Poszt       | Mezszám | Név                 | Hová       | Összeg                    | Jegyzet |
| -------------------- | ----------- | ------- | ------------------- | ---------- | ------------------------- | ------- |
| 2023. július 21.     | hátvéd      | 97      | Josh Wilson-Esbrand | Reims      | kölcsönbe a szezon végéig | [ 14 ]  |
| 2023. augusztus 23.  | középpályás | 32      | Máximo Perrone      | Las Palmas | kölcsönbe az évvégéig     | [ 15 ]  |
| 2023. szeptember 01. | hátvéd      | 7       | João Cancelo        | Barcelona  | kölcsönbe az évvégéig     | [ 16 ]  |

### Új szerződések
| Dátum               | Poszt       | Mezszám | Név            | Meddig      | Jegyzet |
| ------------------- | ----------- | ------- | -------------- | ----------- | ------- |
| 2023. július 29.    | hátvéd      | 6       | Nathan Aké     | 2027.06.30. | [ 17 ]  |
| 2023. augusztus 15. | hátvéd      | 82      | Rico Lewis     | 2028.06.30. | [ 18 ]  |
| 2023. augusztus 23. | középpályás | 20      | Bernardo Silva | 2026.06.30. | [ 19 ]  |

## Játékoskeret
| 18            | Stefan Ortega   | GER        | kapus       | 1992. november 6. (32 éves)    | Arminia Bielefeld       | 2022. július 1.                                                       | 2025. június 30. | ingyen           |
| 31            | Ederson         | BRA        | kapus       | 1993. augusztus 17. (31 éves)  | Benfica                 | 2017. július 1.                                                       | 2026. június 30. | 40 Millió €      |
| 33            | Scott Carson    | ENG        | kapus       | 1985. szeptember 3. (39 éves)  | Derby County            | 2021. július 20.                                                      | 2024. június 30. | ingyen           |
| Védők         |                 |            |             |                                |                         |                                                                       |                  |                  |
| 2             | Kyle Walker     | ENG        | védő        | 1990. május 28. (34 éves)      | Tottenham Hotspur       | 2017. július 14.                                                      | 2024. június 30. | 6,5 Millió €     |
| 3             | Rúben Dias      | POR        | védő        | 1997. május 14. (27 éves)      | Benfica                 | 2020. szeptember 29.                                                  | 2027. június 30. | 71.60 Millió €   |
| 5             | John Stones     | ENG        | védő        | 1994. május 28. (30 éves)      | Everton                 | 2016. augusztus 9.                                                    | 2026. június 30. | 55.60 Millió €   |
| 6             | Nathan Aké      | NED        | védő        | 1995. február 18. (30 éves)    | Bournemouth             | 2020. augusztus 5.                                                    | 2025. június 30. | 45.30 Millió €   |
| 7             | João Cancelo    | POR        | védő        | 1994. május 27. (30 éves)      | Juventus                | 2019. augusztus 7.                                                    | 2027. június 30. | 65 Millió €      |
| 21            | Sergio Gómez    | ESP        | védő        | 2000. szeptember 4. (24 éves)  | Anderlecht              | 2022. augusztus 16.                                                   | 2026. június 30. | 13 Millió €      |
| 24            | Joško Gvardiol  | CRO        | védő        | 2002. január 23. (23 éves)     | RB Leipzig              | 2023. augusztus 5.                                                    | 2028. június 30. | 90 Millió €      |
| 25            | Manuel Akanji   | SUI        | védő        | 1995. július 19. (29 éves)     | Borussia Dortmund       | 2022. szeptember 1.                                                   | 2027. június 30. | 17.5 Millió €    |
| 82            | Rico Lewis      | NIR        | védő        | 2004. november 21. (20 éves)   | Manchester City (U18)   | 2022. július 1.                                                       | 2024. június 30. | Akadémia játékos |
| Középpályások |                 |            |             |                                |                         |                                                                       |                  |                  |
| 4             | Kalvin Phillips | ENG        | középpályás | 1995. december 2. (29 éves)    | Leeds United            | 2022. július 4.                                                       | 2028. június 30. | 49 Millió €      |
| 8             | Mateo Kovačić   | CRO        | középpályás | 1994. május 6. (30 éves)       | Chelsea                 | 2023. június 27.                                                      | 2027. június 30. | 29.10 Millió €   |
| 10            | Jack Grealish   | ENG        | középpályás | 1995. szeptember 10. (29 éves) | Aston Villa             | 2021. augusztus 5.                                                    | 2027. június 30. | 117.5 Millió €   |
| 16            | Rodri           | ESP        | középpályás | 1996. június 22. (28 éves)     | Atlético Madrid         | 2019. július 4.                                                       | 2027. június 30. | 70 Millió €      |
| 17            | Kevin De Bruyne | BEL        | középpályás | 1991. június 28. (33 éves)     | VfL Wolfsburg           | 2015. augusztus 30.                                                   | 2025. június 30. | 76 Millió €      |
| 20            | Bernardo Silva  | POR        | középpályás | 1994. augusztus 10. (30 éves)  | AS Monaco               | 2017. július 1.                                                       | 2025. június 30. | 50 Millió €      |
| 47            | Phil Foden      | ENG        | középpályás | 2000. május 28. (24 éves)      | Manchester City (U18)   | 2017. július 1.                                                       | 2027. június 30. | Akadémia játékos |
|               | Matheus Nunes   | Portugália | középpályás | 1998. augusztus 27. (26 éves)  | Wolverhampton Wanderers | 2023. szeptember 1.                                                   | 2028. június 30. | 62 Millió €      |
| Csatárok      |                 |            |             |                                |                         |                                                                       |                  |                  |
| 9             | Erling Haaland  | NOR        | csatár      | 2000. július 21. (24 éves)     | Borussia Dortmund       | 2022. július 1.                                                       | 2027. június 30. | 60 Millió €      |
| 11            | Jérémy Doku     | BEL        | csatár      | 2002. május 27. (22 éves)      | Rennes                  | 2023. augusztus 23.                                                   | 2027. június 30. | 60 Millió €      |
| 19            | Julián Álvarez  | ARG        | csatár      | 2000. január 31. (25 éves)     | River Plate             | 2022. január 1. (de kölcsönbe maradt még River Platenél július 1-ig.) | 2028. június 30. | 21.40 Millió €   |

## Felkészülési mérkőzések
Győzelem
      Döntetlen
      Vereség
| # | Ellenfél            | Eredmény | Jegyzőkönyv |
| - | ------------------- | -------- | ----------- |
| 1 | Jokohama F. Marinos | 3 – 5    | [ 20 ]      |
| 2 | Bayern München      | 1 – 2    | [ 21 ]      |
| 3 | Atlético Madrid     | 1 – 2    | [ 22 ]      |

## Premier League
Győzelem
      Döntetlen
      Vereség
| Forduló | Ellenfél                | H/V | Eredmény | Jegyzőkönyv |
| ------- | ----------------------- | --- | -------- | ----------- |
| 1       | Burnley                 | V   | 0 – 3    | [ 24 ]      |
| 2       | Newcastle United        | H   | 1 – 0    | [ 25 ]      |
| 3       | Sheffield United        | V   | 1 – 2    | [ 26 ]      |
| 4       | Fulham                  | H   | 5 – 1    | [ 27 ]      |
| 5       | West Ham United         | V   | 1 – 3    | [ 28 ]      |
| 6       | Nottingham Forest       | H   | 2 – 0    | [ 29 ]      |
| 7       | Wolverhampton Wanderers | V   | 2 – 1    | [ 30 ]      |
| 8       | Arsenal                 | V   | 1 – 0    | [ 31 ]      |
| 9       | Brighton & Hove Albion  | H   | 2 – 1    | [ 32 ]      |
| 10      | Manchester United       | V   | 0 – 3    | [ 33 ]      |
| 11      | Bournemouth             | H   | 6 – 1    | [ 34 ]      |
| 12      | Chelsea                 | V   | 4 – 4    | [ 35 ]      |
| 13      | Liverpool               | H   | 1 – 1    | [ 36 ]      |
| 14      | Tottenham Hotspur       | H   | 3 – 3    | [ 37 ]      |
| 15      | Aston Villa             | V   | 1 – 0    | [ 38 ]      |
| 16      | Luton Town              | V   | 1 – 2    | [ 39 ]      |
| 17      | Crystal Palace          | H   | 2 – 2    | [ 40 ]      |
| 18      | Brentford               | H   | 1 – 0    | [ 41 ]      |
| 19      | Everton                 | V   | 1 – 3    | [ 42 ]      |

| Forduló | Ellenfél                | H/V | Eredmény | Jegyzőkönyv      |
| ------- | ----------------------- | --- | -------- | ---------------- |
| 20      | Sheffield United        | H   | 2 – 0    | [ 43 ]           |
| 21      | Newcastle United        | V   | 2 – 3    | [ 44 ]           |
| 22      | Burnley                 | H   | 3 – 1    | [ 45 ]           |
| 23      | Brentford               | V   | 1 – 3    | [ 46 ]           |
| 24      | Everton                 | H   | 2 – 0    | [ 47 ]           |
| 25      | Chelsea                 | H   | 1 – 1    | [ 48 ]           |
| 26      | Bournemouth             | V   | 0 – 1    | [ 49 ]           |
| 27      | Manchester United       | H   | 3 – 1    | [ 50 ]           |
| 28      | Liverpool               | V   | 1 – 1    | [ 51 ]           |
| 29      | Brighton & Hove Albion  | H   | 0 – 4    | (elhalasztották) |
| 30      | Arsenal                 | V   | 0 – 0    | [ 53 ]           |
| 31      | Aston Villa             | H   | 4 – 1    | [ 54 ]           |
| 32      | Crystal Palace          | V   | 2 – 4    | [ 55 ]           |
| 33      | Luton Town              | H   | 5 – 1    | [ 56 ]           |
| 34      | Tottenham Hotspur       | V   | 0 – 2    | (elhalasztották) |
| 35      | Nottingham Forest       | V   | 0 – 2    | [ 58 ]           |
| 36      | Wolverhampton Wanderers | H   | 5 – 1    | [ 59 ]           |
| 37      | Fulham                  | V   | 0 – 4    | [ 60 ]           |
| 38      | West Ham United         | V   | 3 – 1    | [ 61 ]           |

## Tabella
| Hely. | Csapat                 | M  | Gy | D  | V  | G+ | G– | Gk  | P  | Továbbjutás vagy kiesés    |
| ----- | ---------------------- | -- | -- | -- | -- | -- | -- | --- | -- | -------------------------- |
| 1.    | Manchester City CV (B) | 38 | 28 | 7  | 3  | 96 | 34 | +62 | 91 | Bajnokok Ligája-csoportkör |
| 2.    | Arsenal                | 38 | 28 | 5  | 5  | 91 | 29 | +62 | 89 | Bajnokok Ligája-csoportkör |
| 3.    | Liverpool              | 38 | 24 | 10 | 4  | 86 | 41 | +45 | 82 | Bajnokok Ligája-csoportkör |
| 4.    | Aston Villa            | 38 | 20 | 8  | 10 | 76 | 61 | +15 | 68 | Bajnokok Ligája-csoportkör |
| 5.    | Tottenham Hotspur      | 38 | 20 | 6  | 12 | 74 | 61 | +13 | 66 | Európa-liga-csoportkör     |

## FA-kupa
Győzelem
      Döntetlen
      Vereség
| # | Ellenfél          | Eredmény | Jegyzőkönyv |
| - | ----------------- | -------- | ----------- |
| 1 | Huddersfield Town | 5 – 0    | [ 62 ]      |
| 2 | Tottenham Hotspur | 0 – 1    | [ 63 ]      |
| 3 | Luton Town        | 2 – 6    | [ 64 ]      |
| 4 | Newcastle United  | 2 – 0    | [ 65 ]      |
| 5 | Chelsea           | 1 – 0    | [ 66 ]      |
| 6 | Manchester United | 1 – 2    | [ 67 ]      |

## EFL-Kupa
Győzelem
      Döntetlen
      Vereség
| # | Ellenfél         | Eredmény | Jegyzőkönyv |
| - | ---------------- | -------- | ----------- |
| 1 | Newcastle United | 1 – 0    | [ 68 ]      |

## FA Community Shield
| 2023. augusztus 06. 16:00 |

| Arsenal                                           | 1 – 1 (h. u.) | Manchester City        |
| ------------------------------------------------- | ------------- | ---------------------- |
| Partey 8' Havertz 27' Gabriel 66' Trossard 90+11' | Jegyzőkönyv   | 31' Álvarez 77' Palmer |
| Büntetőpárbaj                                     |               |                        |
| Ødegaard Trossard Saka Vieira                     | 4–1           | De Bruyne Silva Rodri  |

| Wembley Stadion, London Nézőszám: 81 145 Játékvezető: Stuart Attwell (Angol) |

## Bajnokok ligája

### Csoportkör
Győzelem
      Döntetlen
      Vereség
| # | Ellenfél          | Eredmény | Jegyzőkönyv |
| - | ----------------- | -------- | ----------- |
| 1 | Red Star Belgrade | 3 – 1    | [ 69 ]      |
| 2 | RB Leipzig        | 1 – 3    | [ 70 ]      |
| 3 | Young Boys        | 1 – 3    | [ 71 ]      |

| # | Ellenfél          | Eredmény | Jegyzőkönyv |
| - | ----------------- | -------- | ----------- |
| 4 | Young Boys        | 3 – 0    | [ 72 ]      |
| 5 | RB Leipzig        | 3 – 2    | [ 73 ]      |
| 6 | Red Star Belgrade | 2 – 3    | [ 74 ]      |

### Nyolcaddöntők
| # | Ellenfél  | Eredmény | Jegyzőkönyv |
| - | --------- | -------- | ----------- |
| 1 | København | 1 – 3    | [ 75 ]      |
| 2 | København | 3 – 1    | [ 76 ]      |

### Negyeddöntők
| # | Ellenfél    | Eredmény                       | Jegyzőkönyv |
| - | ----------- | ------------------------------ | ----------- |
| 1 | Real Madrid | 3 – 3                          | [ 77 ]      |
| 2 | Real Madrid | 1 – 1 (h.u. tj. a Real Madrid) | [ 78 ]      |

## Európai szuperkupa
| 2023. augusztus 16. 21:00 |

| Manchester City                         | 1–1 (h. u.)     | Sevilla                            |
| --------------------------------------- | --------------- | ---------------------------------- |
| Palmer 65'                              | (1–0, 1–1, 1–1) | 23' EL-Neszjrí                     |
| Büntetőpárbaj                           |                 |                                    |
| Haaland Álvarez Kovačić Grealish Walker | 5–4             | Ocampos Mir Rakitić Montiel Gudelj |

| Karaiszkákisz Stadion, Pireusz Nézőszám: 29 207 Játékvezető: François Letexier (francia) |

| Man. City | Sevilla |

| K             | 31 | Ederson         |  |     |
| JV            | 2  | Kyle Walker (c) |  |     |
| KV            | 25 | Manuel Akanji   |  |     |
| KV            | 24 | Joško Gvardiol  |  |     |
| BV            | 6  | Nathan Aké      |  |     |
| KKP           | 8  | Mateo Kovačić   |  |     |
| KKP           | 16 | Rodri           |  |     |
| JSZ           | 80 | Cole Palmer     |  | 85' |
| TKP           | 47 | Phil Foden      |  |     |
| BSZ           | 10 | Jack Grealish   |  |     |
| CS            | 9  | Erling Haaland  |  |     |
| Cserék:       |    |                 |  |     |
| K             | 18 | Stefan Ortega   |  |     |
| K             | 33 | Scott Carson    |  |     |
| V             | 3  | Rúben Dias      |  |     |
| V             | 5  | John Stones     |  |     |
| V             | 14 | Aymeric Laporte |  |     |
| V             | 21 | Sergio Gómez    |  |     |
| V             | 82 | Rico Lewis      |  |     |
| KP            | 4  | Kalvin Phillips |  |     |
| KP            | 32 | Máximo Perrone  |  |     |
| KP            | 87 | James McAtee    |  |     |
| CS            | 19 | Julián Álvarez  |  | 85' |
| CS            | 52 | Oscar Bobb      |  |     |
| Vezetőedző:   |    |                 |  |     |
| Pep Guardiola |    |                 |  |     |

| K                    | 13 | Bono              |     |       |
| JV                   | 16 | Jesús Navas (c)   |     | 83'   |
| KV                   | 22 | Loïc Badé         | 33' |       |
| KV                   | 6  | Nemanja Gudelj    |     |       |
| BV                   | 19 | Marcos Acuña      |     |       |
| KKP                  | 8  | Joan Jordán       |     |       |
| KKP                  | 10 | Ivan Rakitić      |     |       |
| JSZ                  | 5  | Lucas Ocampos     |     |       |
| TKP                  | 21 | Óliver Torres     |     | 74'   |
| BSZ                  | 17 | Erik Lamela       | 62' | 90+3' |
| CS                   | 15 | Júszef el-Neszjrí |     | 90+3' |
| Cserék:              |    |                   |     |       |
| K                    | 1  | Marko Dmitrović   |     |       |
| V                    | 2  | Federico Gattoni  |     |       |
| V                    | 3  | Adrià Pedrosa     |     |       |
| V                    | 4  | Gonzalo Montiel   |     | 83'   |
| V                    | 27 | Kike Salas        |     |       |
| KP                   | 18 | Djibril Sow       |     |       |
| KP                   | 24 | Alejandro Gómez   |     |       |
| KP                   | 26 | Juanlu            | 90' | 74'   |
| KP                   | 28 | Manu Bueno        |     |       |
| CS                   | 7  | Suso              |     | 90+3' |
| CS                   | 9  | Rafa Mir          |     | 90+3' |
| CS                   | 11 | Jesús Corona      |     |       |
| Vezetőedző:          |    |                   |     |       |
| José Luis Mendilibar |    |                   |     |       |

## Klubvilágbajnokság
Győzelem
      Döntetlen
      Vereség
| # | Ellenfél           | Eredmény | Jegyzőkönyv |
| - | ------------------ | -------- | ----------- |
| 1 | Urava Red Diamonds | 0 – 3    | [ 79 ]      |
| 2 | Fluminense         | 4 – 0    | [ 80 ]      |

## Statisztikák
Legutóbb frissítve: 2024. május 25-én lett.
| Kiírás             | Statisztikák | Statisztikák | Statisztikák | Statisztikák | Statisztikák | Statisztikák | Statisztikák | Kezdő forduló/ helyezés | Végső forduló/ helyezés | Mérkőzések dátumai   | Mérkőzések dátumai   | Mérkőzések dátumai   |
| Kiírás             | M            | GY           | D            | V            | LG–KG        | GK           | Gy %         | Kezdő forduló/ helyezés | Végső forduló/ helyezés | Első                 | Utolsó               | Következő            |
| ------------------ | ------------ | ------------ | ------------ | ------------ | ------------ | ------------ | ------------ | ----------------------- | ----------------------- | -------------------- | -------------------- | -------------------- |
| Premier League     | 38           | 28           | 07           | 03           | 96 – 34      | +62          | 73.68%       | 1. játéknap             | Győztes                 | 2023. augusztus 11.  | 2024. május 19.      | -                    |
| Fa-kupa            | 06           | 05           | 0            | 01           | 16 – 4       | +12          | 83.33%       | (legjobb 32)            | Döntős                  | 2024. január 7.      | 2024. május 25.      | -                    |
| Ligakupa           | 01           | 0            | 0            | 01           | 0 – 1        | –1           | 00.00%       | Harmadik kör            | Harmadik kör            | 2023. szeptember 27. | 2023. szeptember 27. | 2023. szeptember 27. |
| Szuperkupa         | 01           | 0            | 01           | 0            | 1 – 1        | 0            | 00.00%       | Döntős                  | Döntős                  | 2023. augusztus 6.   | 2023. augusztus 6.   | 2023. augusztus 6.   |
| Bajnokok ligája    | 010          | 08           | 02           | 0            | 28 – 13      | 15           | 80.00%       | (csoportkör)            | Nyolcaddöntők           | 2023. szeptember 19. | 2024. április 17.    | -                    |
| Európai szuperkupa | 01           | 0            | 01           | 0            | 0 – 0        | 0            | 00.00%       | Győztes                 | Győztes                 | 2023. augusztus 16.  | 2023. augusztus 16.  | 2023. augusztus 16.  |
| Klubvilágbajnokság | 02           | 02           | 0            | 0            | 7 – 0        | +7           | 100.00%      | Győztes                 | Győztes                 | 2023. december 19.   | 2023. december 22.   | -                    |
| Összesen           | 59           | 043          | 011          | 05           | 149 – 54     | +95          | 72.88        | –                       | –                       | –                    | –                    | –                    |

### Góllövőlista
Legutóbb frissítve: 2024. május 25-én lett.
| #        | Mezszám    | Poszt       | Játékos neve    | Premier League | FA-kupa | EFL kupa | FA Community Shield | Bajnokok ligája | Szuperkupa | Klubvilágbajnokság | Összesen |
| -------- | ---------- | ----------- | --------------- | -------------- | ------- | -------- | ------------------- | --------------- | ---------- | ------------------ | -------- |
| 1        | 9          | csatár      | Erling Haaland  | 27             | 5       | 0        | 0                   | 6               | 0          | 0                  | 38       |
| 2        | 47         | középpályás | Phil Foden      | 19             | 2       | 0        | 0                   | 5               | 0          | 1                  | 27       |
| 3        | 19         | csatár      | Julián Álvarez  | 11             | 1       | 0        | 0                   | 5               | 0          | 1                  | 19       |
| 4        | 20         | középpályás | Bernardo Silva  | 6              | 3       | 0        | 0                   | 2               | 0          | 1                  | 12       |
| 5        | 16         | középpályás | Rodri           | 8              | 0       | 0        | 0                   | 1               | 0          | 0                  | 9        |
| 6        | 11         | csatár      | Jérémy Doku     | 3              | 2       | 0        | 0                   | 1               | 0          | 0                  | 6        |
| 6        | 17         | középpályás | Kevin De Bruyne | 4              | 0       | 0        | 0                   | 2               | 0          | 0                  | 6        |
| 8        | 24         | hátvéd      | Joško Gvardiol  | 4              | 0       | 0        | 0                   | 1               | 0          | 0                  | 5        |
| 9        | 25         | hátvéd      | Manuel Akanji   | 2              | 0       | 0        | 0                   | 2               | 0          | 0                  | 4        |
| 10       | 6          | hátvéd      | Nathan Aké      | 2              | 1       | 0        | 0                   | 0               | 0          | 0                  | 3        |
| 10       | 10         | középpályás | Jack Grealish   | 3              | 0       | 0        | 0                   | 0               | 0          | 0                  | 3        |
| 10       | 8          | középpályás | Mateo Kovačić   | 1              | 1       | 0        | 0                   | 0               | 0          | 1                  | 3        |
| 13       | 52         | középpályás | Oscar Bobb      | 0              | 1       | 0        | 0                   | 1               | 0          | 0                  | 2        |
| 13       | 82         | középpályás | Rico Lewis      | 2              | 0       | 0        | 0                   | 0               | 0          | 0                  | 2        |
| 13       | Eladva     | középpályás | Cole Palmer     | 0              | 0       | 0        | 1                   | 0               | 1          | 0                  | 2        |
| 16       | 92         | középpályás | Micah Hamilton  | 0              | 0       | 0        | 0                   | 1               | 0          | 0                  | 1        |
| 16       | Kölcsönben | középpályás | Kalvin Phillips | 0              | 0       | 0        | 0                   | 1               | 0          | 0                  | 1        |
| 16       | 5          | hátvéd      | John Stones     | 1              | 0       | 0        | 0                   | 0               | 0          | 0                  | 1        |
| Öngólok  | Öngólok    | Öngólok     | Öngólok         | 2              | 1       | 0        | 0                   | 0               | 0          | 2                  | 5        |
| Összesen | Összesen   | Összesen    | Összesen        | 96             | 16      | 0        | 1                   | 28              | 1          | 7                  | 149      |

### Gólpasszok
Legutóbb frissítve: 2024. január 13-án lett.
| #        | Mezszám  | Poszt       | Játékos neve    | Premier League | FA-kupa | EFL kupa | FA Community Shield | Bajnokok ligája | Szuperkupa | Klubvilágbajnokság | Összesen |   |   |   |   |
| -------- | -------- | ----------- | --------------- | -------------- | ------- | -------- | ------------------- | --------------- | ---------- | ------------------ | -------- | - | - | - | - |
| #        | Mezszám  | Poszt       | Játékos neve    | 1              | 19      | csatár   | Julián Álvarez      | 6               | 1          | 0                  | 0        | 1 | 0 | 1 | 9 |
| 2        | 47       | középpályás | Phil Foden      | 6              | 0       | 0        | 0                   | 2               | 0          | 0                  | 8        |   |   |   |   |
| 3        | 11       | középpályás | Jérémy Doku     | 5              | 0       | 0        | 0                   | 1               | 0          | 0                  | 6        |   |   |   |   |
| 4        | 9        | csatár      | Erling Haaland  | 4              | 0       | 0        | 0                   | 1               | 0          | 0                  | 5        |   |   |   |   |
| 4        | 16       | középpályás | Rodri           | 3              | 0       | 0        | 0                   | 1               | 1          | 0                  | 5        |   |   |   |   |
| 5        | 82       | hátvéd      | Rico Lewis      | 0              | 1       | 0        | 0                   | 3               | 0          | 0                  | 4        |   |   |   |   |
| 5        | 20       | középpályás | Bernardo Silva  | 4              | 0       | 0        | 0                   | 0               | 0          | 0                  | 4        |   |   |   |   |
| 6        | 17       | középpályás | Kevin De Bruyne | 1              | 1       | 0        | 1                   | 0               | 0          | 0                  | 3        |   |   |   |   |
| 6        | 27       | középpályás | Matheus Nunes   | 1              | 0       | 0        | 0                   | 1               | 0          | 1                  | 3        |   |   |   |   |
| 6        | 2        | hátvéd      | Kyle Walker     | 2              | 0       | 0        | 0                   | 0               | 0          | 1                  | 3        |   |   |   |   |
| 10       | 10       | középpályás | Jack Grealish   | 1              | 0       | 0        | 0                   | 1               | 0          | 0                  | 2        |   |   |   |   |
| 11       | 6        | hátvéd      | Nathan Aké      | 1              | 0       | 0        | 0                   | 0               | 0          | 0                  | 1        |   |   |   |   |
| 11       | 52       | középpályás | Oscar Bobb      | 1              | 0       | 0        | 0                   | 0               | 0          | 0                  | 1        |   |   |   |   |
| 11       | 21       | hátvéd      | Sergio Gómez    | 1              | 0       | 0        | 0                   | 0               | 0          | 0                  | 1        |   |   |   |   |
| 11       | 6        | hátvéd      | Joško Gvardiol  | 0              | 0       | 0        | 0                   | 1               | 0          | 0                  | 1        |   |   |   |   |
| 11       | 8        | középpályás | Mateo Kovačić   | 0              | 1       | 0        | 0                   | 0               | 0          | 0                  | 1        |   |   |   |   |
| Összesen | Összesen | Összesen    | Összesen        | 36             | 4       | 0        | 1                   | 12              | 1          | 3                  | 57       |   |   |   |   |

### Lapok
Legutóbb frissítve: 2023. december 06-án lett.
| #        | Mezszám  | Poszt       | Játékos neve    | Premier League | Premier League                       | Premier League | FA-kupa   | FA-kupa                              | FA-kupa   | EFL kupa  | EFL kupa                             | EFL kupa  | FA Community Shield | FA Community Shield                  | FA Community Shield | Bajnokok ligája | Bajnokok ligája                      | Bajnokok ligája | Szuperkupa | Szuperkupa                           | Szuperkupa | Klubvilágbajnokság | Klubvilágbajnokság                   | Klubvilágbajnokság | Összesen  | Összesen                             | Összesen  |
| #        | Mezszám  | Poszt       | Játékos neve    | Sárga lap      | sárga lap · 2. sárga lap · kiállítva | kiállítva      | Sárga lap | sárga lap · 2. sárga lap · kiállítva | kiállítva | Sárga lap | sárga lap · 2. sárga lap · kiállítva | kiállítva | Sárga lap           | sárga lap · 2. sárga lap · kiállítva | kiállítva           | Sárga lap       | sárga lap · 2. sárga lap · kiállítva | kiállítva       | Sárga lap  | sárga lap · 2. sárga lap · kiállítva | kiállítva  | Sárga lap          | sárga lap · 2. sárga lap · kiállítva | kiállítva          | Sárga lap | sárga lap · 2. sárga lap · kiállítva | kiállítva |
| -------- | -------- | ----------- | --------------- | -------------- | ------------------------------------ | -------------- | --------- | ------------------------------------ | --------- | --------- | ------------------------------------ | --------- | ------------------- | ------------------------------------ | ------------------- | --------------- | ------------------------------------ | --------------- | ---------- | ------------------------------------ | ---------- | ------------------ | ------------------------------------ | ------------------ | --------- | ------------------------------------ | --------- |
| 1        | 16       | középpályás | Rodri           | 5              | 0                                    | 1              | 0         | 0                                    | 0         | 0         | 0                                    | 0         | 0                   | 0                                    | 0                   | 1               | 0                                    | 0               | 0          | 0                                    | 0          | 0                  | 0                                    | 0                  | 6         | 0                                    | 1         |
| 2        | 25       | hátvéd      | Manuel Akanji   | 1              | 1                                    | 0              | 0         | 0                                    | 0         | 1         | 0                                    | 0         | 0                   | 0                                    | 0                   | 1               | 0                                    | 0               | 1          | 0                                    | 0          | 0                  | 0                                    | 0                  | 4         | 1                                    | 0         |
| 3        | 10       | középpályás | Jack Grealish   | 4              | 0                                    | 0              | 0         | 0                                    | 0         | 0         | 0                                    | 0         | 0                   | 0                                    | 0                   | 0               | 0                                    | 0               | 0          | 0                                    | 0          | 0                  | 0                                    | 0                  | 4         | 0                                    | 0         |
| 4        | 19       | csatár      | Julián Álvarez  | 2              | 0                                    | 0              | 0         | 0                                    | 0         | 0         | 0                                    | 0         | 1                   | 0                                    | 0                   | 0               | 0                                    | 0               | 0          | 0                                    | 0          | 0                  | 0                                    | 0                  | 3         | 0                                    | 0         |
| 4        | 20       | középpályás | Bernardo Silva  | 3              | 0                                    | 0              | 0         | 0                                    | 0         | 0         | 0                                    | 0         | 0                   | 0                                    | 0                   | 0               | 0                                    | 0               | 0          | 0                                    | 0          | 0                  | 0                                    | 0                  | 3         | 0                                    | 0         |
| 6        | 31       | kapus       | Ederson         | 2              | 0                                    | 0              | 0         | 0                                    | 0         | 0         | 0                                    | 0         | 0                   | 0                                    | 0                   | 0               | 0                                    | 0               | 0          | 0                                    | 0          | 0                  | 0                                    | 0                  | 2         | 0                                    | 0         |
| 6        | 8        | középpályás | Mateo Kovačić   | 2              | 0                                    | 0              | 0         | 0                                    | 0         | 0         | 0                                    | 0         | 0                   | 0                                    | 0                   | 0               | 0                                    | 0               | 0          | 0                                    | 0          | 0                  | 0                                    | 0                  | 2         | 0                                    | 0         |
| 6        | 11       | csatár      | Jérémy Doku     | 2              | 0                                    | 0              | 0         | 0                                    | 0         | 0         | 0                                    | 0         | 0                   | 0                                    | 0                   | 0               | 0                                    | 0               | 0          | 0                                    | 0          | 0                  | 0                                    | 0                  | 2         | 0                                    | 0         |
| 6        | 3        | hátvéd      | Rúben Dias      | 0              | 0                                    | 0              | 0         | 0                                    | 0         | 0         | 0                                    | 0         | 0                   | 0                                    | 0                   | 2               | 0                                    | 0               | 0          | 0                                    | 0          | 0                  | 0                                    | 0                  | 2         | 0                                    | 0         |
| 6        | 24       | hátvéd      | Joško Gvardiol  | 2              | 0                                    | 0              | 0         | 0                                    | 0         | 0         | 0                                    | 0         | 0                   | 0                                    | 0                   | 0               | 0                                    | 0               | 0          | 0                                    | 0          | 0                  | 0                                    | 0                  | 2         | 0                                    | 0         |
| 11       | 9        | csatár      | Erling Haaland  | 1              | 0                                    | 0              | 0         | 0                                    | 0         | 0         | 0                                    | 0         | 0                   | 0                                    | 0                   | 0               | 0                                    | 0               | 0          | 0                                    | 0          | 0                  | 0                                    | 0                  | 1         | 0                                    | 0         |
| 11       | 4        | középpályás | Kalvin Phillips | 0              | 0                                    | 0              | 0         | 0                                    | 0         | 1         | 0                                    | 0         | 0                   | 0                                    | 0                   | 1               | 0                                    | 0               | 0          | 0                                    | 0          | 0                  | 0                                    | 0                  | 1         | 0                                    | 0         |
| 11       | 2        | hátvéd      | Kyle Walker     | 1              | 0                                    | 0              | 0         | 0                                    | 0         | 0         | 0                                    | 0         | 0                   | 0                                    | 0                   | 0               | 0                                    | 0               | 0          | 0                                    | 0          | 0                  | 0                                    | 0                  | 1         | 0                                    | 0         |
| 11       | 47       | középpályás | Phil Foden      | 1              | 0                                    | 0              | 0         | 0                                    | 0         | 0         | 0                                    | 0         | 0                   | 0                                    | 0                   | 0               | 0                                    | 0               | 0          | 0                                    | 0          | 0                  | 0                                    | 0                  | 1         | 0                                    | 0         |
| 11       | 5        | hátvéd      | John Stones     | 1              | 0                                    | 0              | 0         | 0                                    | 0         | 0         | 0                                    | 0         | 0                   | 0                                    | 0                   | 0               | 0                                    | 0               | 0          | 0                                    | 0          | 0                  | 0                                    | 0                  | 1         | 0                                    | 0         |
| 11       | 82       | hátvéd      | Rico Lewis      | 1              | 0                                    | 0              | 0         | 0                                    | 0         | 0         | 0                                    | 0         | 0                   | 0                                    | 0                   | 0               | 0                                    | 0               | 0          | 0                                    | 0          | 0                  | 0                                    | 0                  | 1         | 0                                    | 0         |
| Összesen | Összesen | Összesen    | Összesen        | 29             | 1                                    | 1              | 0         | 0                                    | 0         | 2         | 0                                    | 0         | 1                   | 0                                    | 0                   | 4               | 0                                    | 0               | 0          | 0                                    | 0          | 0                  | 0                                    | 0                  | 36        | 1                                    | 1         |

### Kapusteljesítmények
Az alábbi táblázatban a csapat kapusainak teljesítményét tüntettük fel.
A felkészülési mérkőzéseket nem vettük figyelembe.
Legutóbb frissítve: 2023. december 06-án lett.
| 31       | Ederson       | 14       | 4        | 0 | 0 | 0  | 0 | 0 | 0 | 4 | 1 | 1 | 0 | 0 | 0 | 0 | 0 | 19 | 5 |   |   |    |   |
| 18       | Stefan Ortega | 1        | 0        | 0 | 0 | 1  | 0 | 1 | 0 | 1 | 0 | 0 | 0 | 0 | 0 | 0 | 0 | 4  | 0 |   |   |    |   |
| 33       | Scott Carson  | 0        | 0        | 0 | 0 | 0  | 0 | 0 | 0 | 0 | 0 | 0 | 0 | 0 | 0 | 0 | 0 | 0  | 0 |   |   |    |   |
| Összesen | Összesen      | Összesen | Összesen |   |   | 15 | 4 | 0 | 0 | 1 | 0 | 1 | 0 | 5 | 1 | 1 | 0 | 0  | 0 | 0 | 0 | 23 | 5 |

## Díjak

### A hónap Etihad játékosa
A Manchester City FC hivatalos honlapján a szurkolók online szavazása alapján ítélték oda.
| Hónap      | A hónap Etihad játékosa | A hónap Etihad játékosa | Jegyzet |
| Hónap      | Nemzet                  | Név                     | Jegyzet |
| ---------- | ----------------------- | ----------------------- | ------- |
| Augusztus  | spanyol                 | Rodri                   | [ 81 ]  |
| Szeptember | argentin                | Julián Álvarez          | [ 82 ]  |
| Október    | norvég                  | Erling Haaland          | [ 83 ]  |
| November   | belga                   | Jérémy Doku             | [ 84 ]  |
| December   | angol                   | Phil Foden              | [ 85 ]  |
| Január     | belga                   | Kevin De Bruyne         | [ 86 ]  |
| Február    | angol                   | Phil Foden              | [ 87 ]  |
| március    | spanyol                 | Rodri                   | [ 88 ]  |
| Április    | angol                   | Phil Foden              | [ 89 ]  |

### Gerd Müller-díj
| Nemzet | Név        | Jegyzet |
| ------ | ---------- | ------- |
| angol  | Phil Foden | [ 90 ]  |

| Év   | Gerd Müller-díj (Az év csatára) | Gerd Müller-díj (Az év csatára) | Jegyzet       |
| Év   | Nemzet                          | Név                             | Jegyzet       |
| ---- | ------------------------------- | ------------------------------- | ------------- |
| 2023 | norvég                          | Erling Haaland                  | [ 91 ] [ 92 ] |

### Klubvb-díjak
| Díj        | Nemzet  | Játékos     | Jegyzet |
| ---------- | ------- | ----------- | ------- |
| Aranylabda | spanyol | Rodri       | [ 93 ]  |
| Ezüstlabda | angol   | Kyle Walker | [ 93 ]  |

### FIFA-díjai (2023)
| Díj                 | Nemzet   | Név             | Jegyzet |
| ------------------- | -------- | --------------- | ------- |
| Az év férfi edzője  | spanyol  | Josep Guardiola | [ 94 ]  |
| Az év férfi kapusa  | angol    | Ederson         | [ 95 ]  |
| Az év férfi csapata | angol    | Kyle Walker     |         |
| Az év férfi csapata | angol    | John Stones     |         |
| Az év férfi csapata | portugál | Rúben Dias      |         |
| Az év férfi csapata | portugál | Bernardo Silva  |         |
| Az év férfi csapata | belga    | Kevin De Bruyne |         |
| Az év férfi csapata | norvég   | Erling Haaland  |         |